# الکساندر روزینگ-للسیت
الکساندر روزینگ-للسیت (انگلیسی: Alexander Røssing-Lelesiit؛ زادهٔ ۲۰ ژانویهٔ ۲۰۰۷) بازیکن فوتبال اهل نروژ است که در حال حاضر برای باشگاه ورزشی هامبورگ بازی می‌کند.
وی همچنین در تیم ملی فوتبال زیر ۱۷ سال نروژ بازی کرده است.

## دوران باشگاهی
روزینگ للسیت اهل نیتدال است. او در طول سال ۲۰۲۱ برای تیم محلی نیتدال آی‌ال بازی کرد. پس از پیوستن به آکادمی باشگاه فوتبال لیلستروم در اواخر سال ۲۰۲۲، او مینسک خود را پاره کرد و تا ماه مه ۲۰۲۲ برای بازی در دسترس نبود. او در سال ۲۰۲۴ به تیم بزرگسالان دعوت شد و در ماه می ۲۰۲۴ اولین بازی خود را در لیگ برتر فوتبال نروژ مقابل فردریکستا انجام داد.
سپس، در حالی که لیلستروم در زیر خط سقوط در جدول رده‌بندی قرار داشت، باشگاه پس از پیروزی ۳–۰ مقابل آد (تیم دیگری که در منطقه سقوط بود) امید جدیدی پیدا کرد. روزینگ-للسیت یکی از گل‌ها را به ثمر رساند که اولین گل او در لیگ برتر نروژ بود و توجه مربیان ملی را جلب کرد.
در ۳ فوریه ۲۰۲۵، روزینگ-للسیت یک قرارداد بلندمدت با باشگاه فوتبال هامبورگ در بوندس‌لیگا ۲ آلمان امضا کرد.

## دوران ملی
در سپتامبر ۲۰۲۴، او اولین بازی بین‌المللی خود را برای نروژ در رده جوانان انجام داد و نماینده تیم ملی فوتبال زیر ۱۷ سال نروژ بود. در همین زمان، لیلستروم سرمربی خود را اخراج کرد و فاگرمو را به خدمت گرفت و تحت هدایت فاگرمو، روزینگ-للسیت پیشرفت چشمگیری داشت. او ابتدا در اولین بازی خود در جام حذفی نروژ مقابل مولده در اوایل اکتبر ۲۰۲۴ گل زد.

## روش بازی
به خاطر «خودپسند» و «متواضع» بودن همزمان، و همچنین «بی‌پروا» بودن در تلاش برای انجام حرکات دشوار در زمین، مورد تحسین قرار گرفت.